# Negativpreis (Wirtschaft)
Der Negativpreis ist in der Wirtschaft ein durch den Verkäufer zu zahlender Preis für Güter oder Dienstleistungen.

## Allgemeines
Beim Negativpreis wird der Kaufpreis nicht wie üblich durch den Käufer entrichtet, sondern durch den Verkäufer. Der Negativpreis wird mathematisch ausgedrückt mit einer negativen Zahl und ist eine Preisangabe von {\displaystyle <0}. Er ist ein Indiz für einen Markt, der sich nicht im Marktgleichgewicht befindet, denn es gibt erhebliche Angebotsüberhänge und/oder signifikante Nachfragelücken. Der Negativpreis ist dann der neue Gleichgewichtspreis, auch wenn sich Angebot und Nachfrage nicht im Marktgleichgewicht befinden. Finden sich genügend Käufer, die bereit sind, die Überbestände den Verkäufern gegen Erhalt eines Negativpreises abzunehmen, könnte sich wieder ein positiver Preis ergeben. Das wird jedoch kaum der Fall sein, weil die Käufer die Güter nicht verbrauchen oder nicht lagern können, weshalb es zu Angebotslücken durch Drosselung der Produktion kommen muss. Auch der auf dieselbe Weise zustande kommende Negativzins ist ein Negativpreis.

## Rechtsfragen
Bei einem negativen Preis fehlt es nicht an einer Preisangabe; auch negative Preise sind Preise. Damit ist auch der Negativpreis ein Preis im Sinne des § 13 Abs. 1 Nr. 3 VOB/A. Der Bundesgerichtshof (BGH) wies darauf hin, dass bei Arbeiten, bei deren Durchführung der Auftragnehmer vermögenswerte Güter erhält (wie etwa bei Bauarbeiten mit Abbruch- oder Ausbaggerungsgut oder bei Verwertung von Altpapier), es zu negativen Preisen kommen kann. Der Auftragnehmer darf bei seiner Preiskalkulation berücksichtigen, dass er bei der Durchführung von Arbeiten vermögenswerte Güter erhält und diese in seiner Kalkulation durch negative Preise zum Ausdruck bringen.

## Beispiele
Auf der Leipziger Strombörse (EEX) wurde zeitweise über Weihnachten 2009 nicht der übliche Strompreis von 50 Euro je MWh vom Käufer verlangt, sondern die Käufer bekamen noch bis zu 200 Euro von den Verkäufern für die Abnahme gezahlt. Den Höhepunkt verzeichnete man vom 3. bis 4. Oktober 2009, als die Stromanbieter bis zu 1500 Euro zahlen mussten. Tatsächlich gab es auf dem Strommarkt ein Überangebot, doch war es den Energieversorgungsunternehmen zu teuer, Kapazitäten (Kraftwerke) herunterzufahren und diese erst bei neuer Nachfrage wieder hochzufahren. Anstatt dessen bevorzugten sie, zeitweise überzählige Energie mit Negativpreisen abzugeben. Da solche Konstellationen nur kurzzeitig waren, wirkten sie sich im Jahresdurchschnitt relativ gering aus. Außerdem legen die Energieerzeuger in der Regel die entstehenden Mehrkosten für die Negativpreise auf die eigenen Endverbraucher um. Milde Witterung, mehr Solarstromangebot und die Corona-Pandemie sorgten auch im März 2020 für Überkapazitäten und einen negativen Strompreis von minus 55 Euro/MWh.
Auch der Erdölpreis wurde während der Corona-Pandemie im April 2020 trotz einer Angebotsverknappung von 20 % durch die OPEC zum Negativpreis, denn Händler waren bereit, den Käufern für den Kauf von Erdöl einen Preis zu zahlen. So notierte der Rohöl-Standard West Texas Intermediate (WTI) an der Warenterminbörse New York Mercantile Exchange kurzfristig mit einem Negativpreis von 40 US-Dollar/Barrel. Grund hierfür waren die vollen Öllager, so dass der Negativpreis die Lagerkosten reflektierte. Die vorgenommene Angebotsverknappung war zu gering im Hinblick auf den krisenbedingten Nachfragerückgang, so dass der Erdölpreis weiter sank und schließlich einen negativen Preiswert erreichte. Hinzu kamen jedoch auch Fehlspekulationen bei Futures, wobei Käufer, die nicht am physischen Besitz von Rohöl interessiert waren, einen Preis für auslaufende Terminkontrakte an Händler zahlten.